# Together Again
A Together Again Janet Jackson amerikai pop- és R&B-énekesnő második kislemeze hatodik, The Velvet Rope című stúdióalbumáról.

## Háttere
A dalt Jackson azokhoz a barátaihoz írta, akik AIDS-ben meghaltak. Eredetileg lassú szám lett volna, végül azonban gyors tempójú popdal lett belőle, mikor az énekesnő rájött, barátai nem azt akarnák, hogy szomorkodjon miattuk. A dal arról szól, hogy egy nap újra együtt lehetünk eltávozott szeretteinkkel.

## Fogadtatása
A Together Again volt az első kislemez az albumról, ami az Egyesült Államokban megjelent (az előző, a Got ‘Til It’s Gone csak más országokban). Ez lett Janet nyolcadik listavezető száma a Billboard Hot 100-on (az album egyetlen listavezető száma ezen a slágerlistán), és a nyolcadik helyig jutott a Billboard Hot R&B/Hip-Hop Singles & Tracks slágerlistán.
Világszerte ez a dal lett Jackson legnagyobb slágere, csaknem hatmillió példány kelt el a kislemezből, és számos országban a Top 10-be került a slágerlistán. Az Egyesült Királyságban a slágerlista 4. helyéig jutott, platinalemez lett és eladások tekintetében ez az egyik legsikeresebb kislemez az országban. Ausztráliában kétszeres platinalemez, Belgiumban, Dél-Afrikában, Hollandiában és Németországban platinalemez, az USA-ban aranylemez.

## Videóklip és remixek
A dalhoz két videóklip készült: az albumváltozathoz (ezt Seb Janiak rendezte) és a Deepre Remixhez is (ezt Janet férje, René Elizondo rendezte). Az első klip Afrikában játszódik, és állatok is szerepelnek benne, a második klipben Janet a lakásában van és emlékezik a barátaira.

### Hivatalos remixek listája
| - DJ Premier 100 in a 50 Mix (5:22) - DJ Premier Just tha Bass (5:22) - Jimmy Jam Deep Remix (5:49) - Jimmy Jam Deep Radio Edit (4:16) - Jimmy Jam Deeper Remix (4:53) - Jimmy Jam Deeper Radio Edit (4:00) - Jimmy Jam Extended Deep Club Mix (6:29) - Jonathan Peters Mixshow (7:09) - Jonathan Peters Sound Factory Floor/Original Mix (12:29) - Jonathan Peters Tight Mix (15:24) - Jonathan Peters Tight Mix Edit Pt. 1 (5:25) | - Jonathan Peters Tight Mix Edit Pt. 2 (9:49) - Jonathan Peters Vocal Radio Mix (4:28) - Tony Moran 7" Edit w./Janet Vocal Intro (5:29) - Tony Moran 12" Club Mix (11:00) - Tony Moran Radio Edit (5:20) - Tony Moran T&G Dub (6:45) - Tony Moran T&G Tribal Mix (6:53) - Tony Humphries 12" Club Mix (9:57) - Tony Humphries Club Mix (6:44) - Tony Humphries FBI Dub (7:20) - Tony Humphries White & Black Dub (6:30) |

## Változatok
CD kislemez (USA)
1. Together Again (Jimmy Jam Deeper Remix Radio Edit) (4:01)
2. Together Again (Jimmy Jam Deep Remix Radio Edit) (4:19)
3. Together Again (DJ Premier Just Tha Bass) (5:24)
4. Together Again (Jimmy Jam Deep Remix) (5:48)
5. Together Again (DJ Premier 100 In A 50 Remix) (5:25)
6. Call Out Hook (Deeper Mix) (0:20)
7. Call Out Hook (Deep Mix) (0:15)

CD kislemez (Ausztrália)
1. Together Again (Radio Edit) (4:08)
2. Together Again (Tony Humphries Club Mix) (6:43)
3. Together Again (DJ Premier 100 in a 50 Remix) (5:23)
4. Together Again (Jimmy Jam Deep Remix) (5:46)
5. Together Again (Tony Moran 7" Edit W/ Janet Vocal Intro) (5:30)
6. Together Again (Jimmy Jam Deeper Radio Edit) (3:58)

## Helyezések
| Slágerlista (1997)                              | Legmagasabb helyezés |
| ----------------------------------------------- | -------------------- |
| USA Billboard Hot 100                           | 1                    |
| USA Billboard Hot R&B/Hip-Hop Singles & Tracks  | 8                    |
| USA Billboard Hot Dance Music/Club Play         | 1                    |
| USA Billboard Hot Dance Music/Maxi-Single Sales | 1                    |
| USA Billboard Rhythmic Top 40                   | 8                    |
| USA Mainstream Top 40                           | 5                    |
| USA ARC Top 40                                  | 1                    |
| Ausztrál ARIA Top 50                            | 4                    |
| Belga kislemezlista                             | 2                    |
| Brit kislemezlista                              | 4                    |
| Dán kislemezlista                               | 1 (4 hétig)          |
| Dél-afrikai kislemezlista                       | 1                    |
| Finn kislemezlista                              | 4                    |
| Francia kislemezlista                           | 2                    |
| Fülöp-szigeteki kislemezlista                   | 1                    |
| Holland kislemezlista                           | 1                    |
| Japán kislemezlista                             | 1                    |
| Kanadai kislemezlista                           | 1                    |
| Német kislemezlista                             | 2                    |
| Norvég kislemezlista                            | 3                    |
| Osztrák kislemezlista                           | 4                    |
| Spanyol kislemezlista                           | 1                    |
| Svájci kislemezlista                            | 2                    |
| Svéd kislemezlista                              | 2                    |
| Török kislemezlista                             | 1                    |
| EuroChart Hot 100 Singles                       | 1                    |
| Nemzetközi egyesített slágerlista               | 1 (7 hétig)          |